# Polygala hirsutula
Polygala hirsutula är en jungfrulinsväxtart som beskrevs av George Arnott Walker Arnott. Polygala hirsutula ingår i släktet jungfrulinssläktet, och familjen jungfrulinsväxter. Inga underarter finns listade i Catalogue of Life.